# Mateo Gómez
Mateo Gómez, fue un político, militar y legislador argentino. Gobernador Provisional después propietario de la Provincia de San Luis desde el 16 de noviembre de 1831  hasta el 9 de enero de 1832.[cita requerida]

## Gobierno
El gobernador Gómez, prometió a los habitantes, cumplir con su deber, haciendo respetar el Reglamento que se dictó, garantizando todos los derechos al ciudadano honrado y pacífico, así como ser inflexible para castigar a los criminales, a los perturbadores del orden público y a los que han hostilizado la Provincia. Pedía el auxilio y la cooperación de todos sus habitantes.[cita requerida]
Durante su gobierno enfrentó a Prudencio Vidal Guiñazú, quien organizaba las milicias para reponer al exgobernador Santiago Funes en consecuencia el gobierno de la Provincia de Mendoza, a cargo del gobernador Pedro Nolasco Ortiz por recomendación de su ministro, el exgobernador de San Luis José José Santos Ortiz, invitó al gobernador de la Provincia de Córdoba, para que, de común acuerdo, mandaran comisionados, a fin de procurar algún arreglo entre el gobernador Gómez y el coronel Guiñazú. Los comisionados, Juan Moyano y Manuel de la Presilla, consiguieron que Guiñazú aceptase las propuestas, para que disolviese su gente, entregara las armas al comandante y reconociese al nuevo gobierno provincial.[cita requerida]
En cuanto se retiraron los comisionados a Mendoza, y Córdoba, Guiñazú, faltando a su compromiso, volvió a reunir a su gente para marchar hacia la capital puntana. También ordenó a un tal Andrés Lucero para que se entrevistara con Pablo Videla, jefe de los lanceros del Sur, proponiéndole las bases de un arreglo, para operar de común acuerdo contra la situación presidida por el gobernador Gómez. Días antes de llevar la invasión sobre la Ciudad de San Luis, una partida del gobierno de Goméz tomó preso al capitán Rafael Chamorro y secuestró sus comunicaciones y el pacto propuesto por Guiñazú, los lanceros se presentaron el 18 de enero a la vista de la población, combinando el plan de ataque con las fuerzas de Guiñazú.[cita requerida]
Los defensores de la plaza rechazaron, el ataque y, saliendo de sus fortificaciones, llevaron una carga decisiva contra los invasores, dispersándolos y tomando algunos prisioneros, los cuales fueron fusilados en el acto. Hasta el mismo coronel Guiñazú cayó prisionero, siendo vigilado constantemente en su prisión. Los dispersos se juntaron nuevamente, y seguían en lucha con las ligeras partidas que los perseguían; pero, como las luchas se prolongaron indefinidamente, el gobernador Gómez propuso a Guiñazú un convenio para que hiciera cesar aquella campaña, poniéndolo en libertad y acordando un indulto general y las garantías más amplias para todos. Aceptado el convenio, Guiñazú consiguió la pacificación de la campaña, después de la cual se retiró, tranquilamente, a su casa en Santa Bárbara (Actual San Martín).Antes al finalizar su gobierno firmó el Pacto del Litoral.[cita requerida]
Ante la imposibilidad de imponer el orden y proteger la vida los intereses de la habitantes renuncia al cargo.